# Hunter Killer
Hunter Killer és una pel·lícula dels Estats Units del 2018 dirigida per Donovan Marsh i amb guió d'Arne Schmidt i Jamie Musco, basada en la novel·la del 2012 Firing Point de Don Keith i George Wallace. És protagonitzada per Gerard Butler, Gary Oldman i Michael Nygvist.

## Sinopsi
Mentre en Joe Glass, comandant del submarí americà USS Arkansas, està de missió de salvació a la península de Kola per trobar l'USS Tampa Bay, que es troba desaparegut, el President rus Nikolai Zakarin es troba presoner a la base naval de Poliarni (prop de Múrmansk), després d'un cop d'estat de l'amirall Dmitri Durov, el seu propi ministre de defensa. El comandant Glass i la seva tripulació hauran d'unir-se amb el Navy SEALs i anar fins a Rússia per salvar el president rus i impedir així la Tercera Guerra Mundial.